# Terschuren
Terschuren is een buurtschap ten westen van Hoensbroek in de gemeente Heerlen in de Nederlandse provincie Limburg. De oorspronkelijke buurtschap is gelegen langs de Terschurenweg en de Wingerdweg ten noorden van de Geleenbeek in het Geleenbeekdal. Ten oosten van de oude kern is een kleine nieuwbouwwijk met straatnamen die ontleend zijn aan Limburgse kastelen. In Terschuren staat de Mariakapel en aan de noordkant staat de Kruiskapel.
Ten zuiden van Terschuren mondt de Caumerbeek uit in de Geleenbeek en zo'n 750 meter voor de monding bevond zich vroeger watermolen De Broekmolen. Het Geleenbeekdal bij Terschuren is onderdeel van een landelijk beschermd Natura 2000-gebied, het Geleenbeekdal.

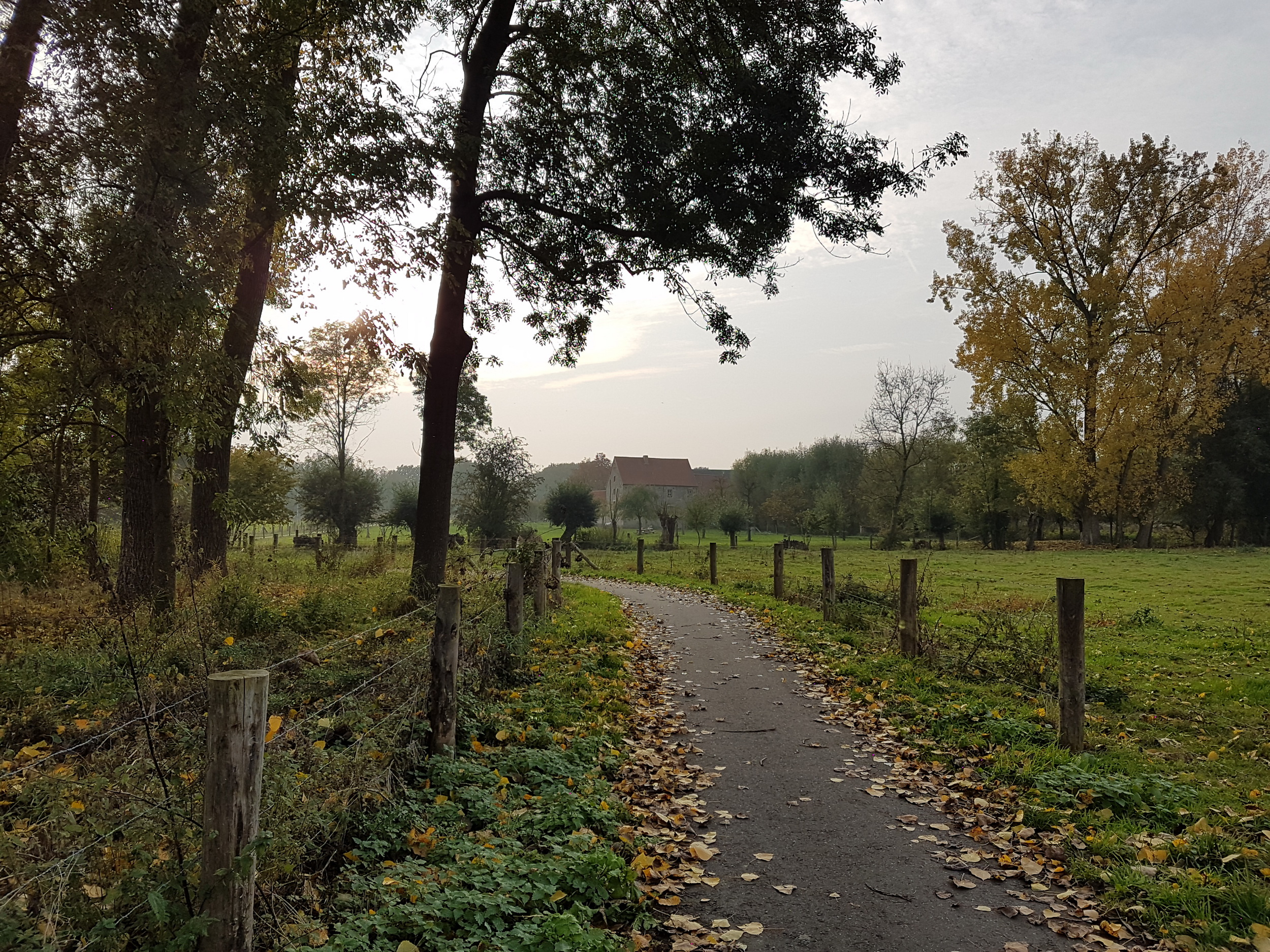
Laerdervoetpad
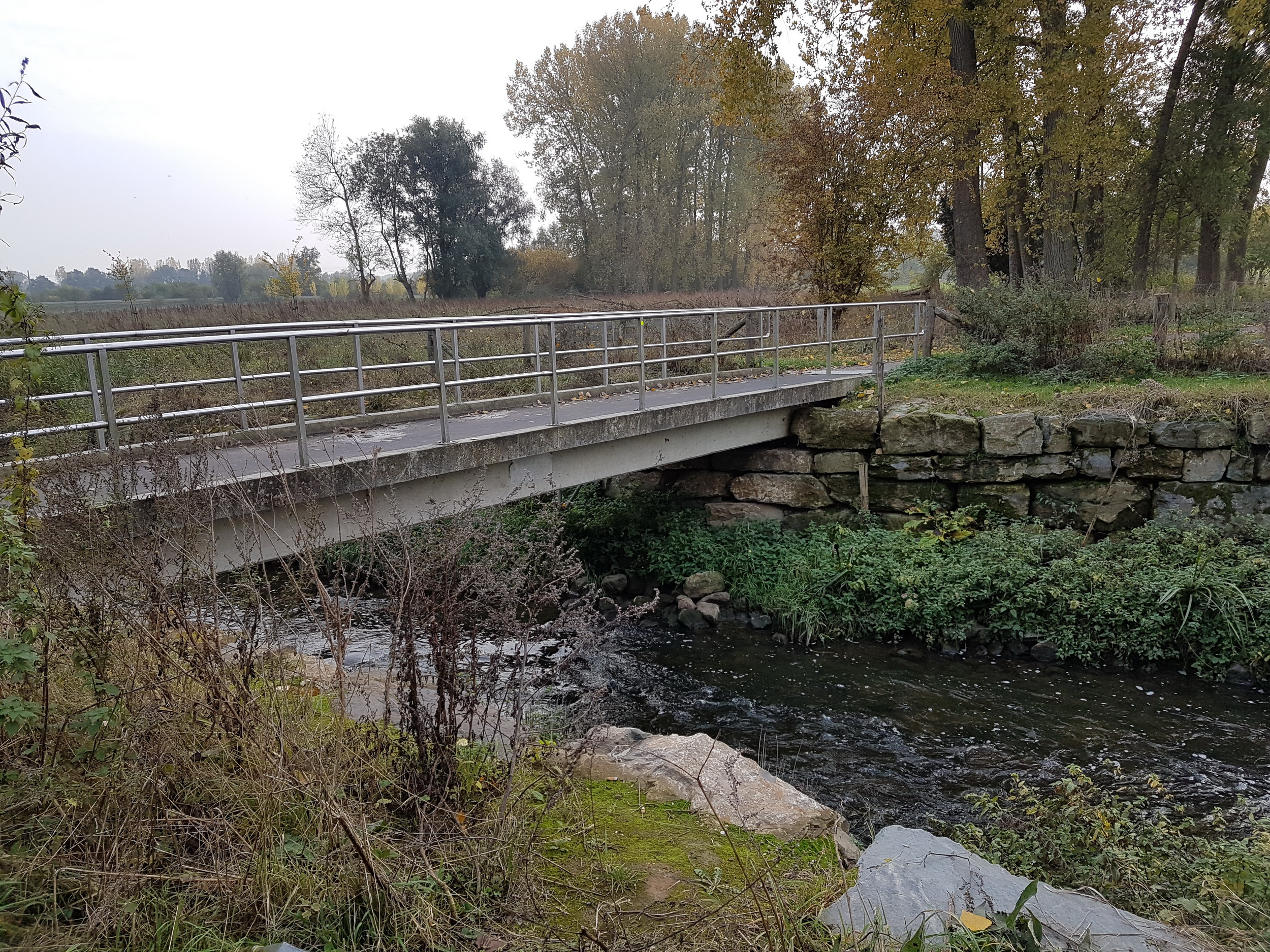
Voetgangersbrug Geleenbeek
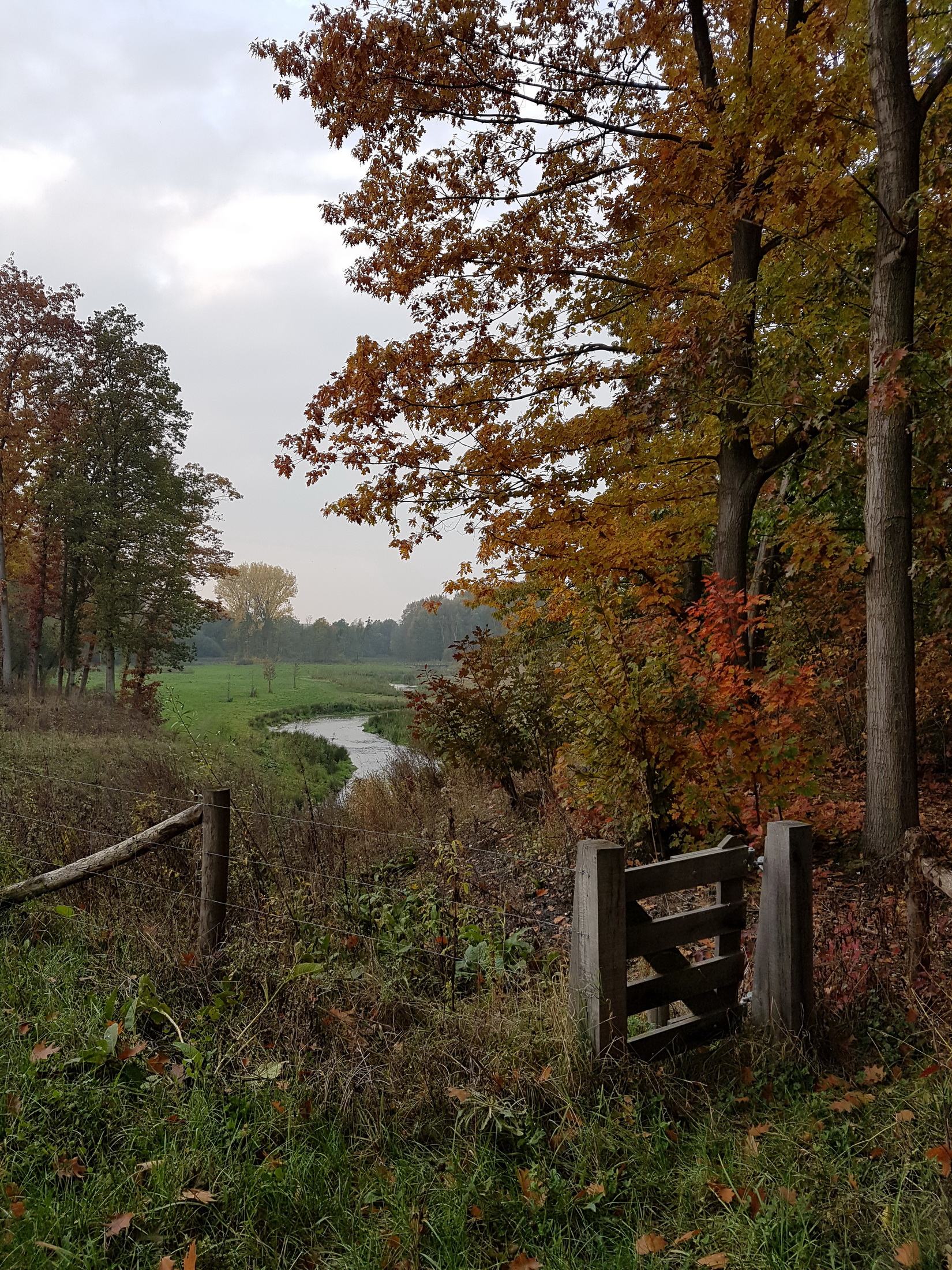
Geleenbeekdal

Stadsdelen: Heerlerbaan · Heerlerheide · Heerlen-Stad · Hoensbroek

Wijken: Aarveld-Bekkerveld · De Beitel · Caumerveld-Douve Weien · Eikenderveld · Heerlen-Centrum · Heerlerbaan-Oost · Heerlerbaan-West · Passart · De Hei · Heksenberg · Hoensbroek-De Dem · De Koumen · Maria-Gewanden-Terschuren · Mariarade · Meezenbroek-Schaesbergerveld · Molenberg · Nieuw Lotbroek · Rennemig-Beersdal · Schandelen-Grasbroek · Vrieheide-De Stack · Welten-Benzenrade · Woonboulevard-Ten Esschen · Zeswegen-Nieuw Husken

Buurtschappen en gehuchten: De Euren · Heihoven · Imstenrade · Schurenberg · Terschuren

Limburg: Steden en dorpen      Nederland: Provincies · Gemeenten